# Louisa Walter
Louisa Walter, född den 2 december 1978 i Düsseldorf, Tyskland, är en tysk landhockeyspelare.
Hon tog OS-guld i damernas landhockeyturnering i samband med de olympiska landhockeytävlingarna 2004 i Aten.